# طواف إسبانيا 2005
طواف إسبانيا 2005 هو سباق دراجات هوائية أقيم بتاريخ 27 أغسطس - 18 سبتمبر، تكون السباق من 21 مرحلة وامتدّ لمسافة 3192 كم بسرعة 38.69 كم/س، استغرق السباق 82 ساعة 27 دقيقة 31 ثانية. فاز به الروسي دينيس مينتشوف.